# 덤보 낙하 작전
《덤보 낙하 작전》(영어: Operation Dumbo Drop)은 미국에서 제작된 사이먼 윈서 감독의 1995년 전쟁 코미디 영화이다. 대니 글러버, 레이 리오타, 데니스 리리 등이 출연하였고, 다이앤 나버토프 등이 제작에 참여하였다.
방영명은 "덤보 대작전", 출시명은 "덤보 드롭"이다.

## 출연진
- 대니 글러버
- 레이 리오타
- 데니스 리리
- 더그 E. 더그
- 코린 네믹
- 딘 티엔 레
- 제임스 홍
- 체키 카리오
- 마셜 벨
- 팀 켈러허
- 레이먼드 크루즈

## 기타 제작진
- 공동 제작: 퍼넬러피 L. 포스터
- 배역: 줄리 애슈턴, 마이크 펜턴
- 미술: 폴 피터스
- 세트: 짐 에릭슨
- 의상: 로재나 노턴